# دامیان گوده
دامیان گوده (فرانسوی: Damien Godet‎؛ زادهٔ ۱۰ نوامبر ۱۹۸۶) دوچرخه‌سوار اهل فرانسه است.
وی در مسابقات کشوری و بین‌المللی در مجموع برندهٔ ۱ مدال برنز شده‌است.